# Шредель, Александр Фёдорович
Александр Фёдорович Шредель (1862 — после 1919) — начальник Киевского губернского жандармского управления, генерал-майор.

## Биография
Исповедовал лютеранское вероисповедание, окончил Московское реальное училище в 1880. На военной службе с 1 сентября 1880, окончил 2-е военное Константиновское училище по 1-му разряду 7 августа 1882. С 1882 по 1886 служил в 130-й пехотном Херсонском полку. С 1886 по 1890 служил в Отдельном корпусе жандармов в городе Иркутск, адъютант Иркутского губернского жандармского управления с 1890 по 1893, начальник Красноярского отделения Омского жандармско-полицейского управления Сибирской железной дороги с 15 июня 1893 до 25 августа 1896, начальник Александровского отделения Московского жандармско-полицейского управления железных дорог с 25 августа 1896 до 15 января 1901. В ведении управления находилась линия общества Московско-Киевско-Воронежской железной дороги, состоял помощником начальника Воронежского губернского жандармского управления в уездах с 15 января 1901 до 25 июня 1902, помощник начальника Киевского губернского жандармского управления с 1902 до 1906,  начальник Екатеринославского губернского жандармского управления с 1906 до 1911, начальник Киевского губернского жандармского управления с 5 февраля 1911 до 25 сентября 1917. При расследовании дела Бейлиса имел указания от П. А. Столыпина и Г. Г. Чаплинского к негласному розыску настоящих убийц, поручив это помощнику, подполковнику П. А. Иванову. В дальнейшем докладывал начальнику Департамента полиции С. П. Белецкому, что у него есть «твёрдое основание предполагать, что убийство мальчика Ющинского произошло при участии названной выше Чеберяковой и лишённых прав уголовных арестантов Николая Мандзелевского и Ивана Латышева». Указом временного правительства уволен от службы по прошению 25 сентября 1917. Дальнейшая судьба не известна.

## Звания
- подпоручик, 7 августа 1882;
- поручик, 7 августа 1886;
- полковник, 2 апреля 1906, за отличие;
- генерал-майор, 6 декабря 1916[1].

## Награды
- орден Св. Станислава 3-й ст. (ВП 1 апреля 1901);
- орден Св. Анны 3-й ст. (ВП 28 марта 1904);
- орден Св. Владимира 4-й ст. (22 апреля 1907);
- орден Св. Станислава 2-й ст. (18 апреля 1910);
- орден Св. Владимира 3-й ст. (14 апреля 1913);
- Высочайшее благоволение (ВП 30 июля 1915; за отлично-ревностную службу и особые труды, вызванные обстоятельствами текущей войны).